# Нижньогородська область
Нижньогоро́дська о́бласть (рос. Нижегоро́дская о́бласть), з 1932 до 1990 р. Го́рьківська область (рос. Горьковская область) — суб'єкт Російської Федерації, область у центрі європейської частини Росії.
- Площа — 76 900 км²
- Населення — 3411,0 тис. осіб (2006). Щільність населення: 44,8 осіб/км² (2005), питома вага міського населення: 78,3 % (2005)
- Адміністративний центр — місто Нижній Новгород
- Входить до складу Приволзького федерального округу
- Межує: на північному заході з Костромською областю, на північному сході — з Кіровською, на сході — з Республіками Марій Ел і Чувашія, на півдні — з Республікою Мордовія, на південному заході — з Рязанською областю, на заході — із Владимирською й Івановською областями.

## Історія
Область була утворена 14 січня 1929 як Нижньогородський край (рос. Нижегородский), в 1932 перейменована на Горьківський край, в 1936 — на Горьківську область, в 1990 — на Нижньогородську область.

## Географічне положення й клімат
Нижньогородська область розташована в центральній частині Східно-Європейської рівнини.
Волга ділить область на низинне Лівобережжя (Заволжя) і піднесене Правобережжя — продовження Приволзької височини (Мордовська височина, висота до 247 м; Чуваська височина, Переміловські, Фадєєви гори, височина Міжп'яньє).
Клімат помірно континентальний. Середня температура січня −12 °C, липня +19 °C. Опадів близько 500 мм на рік. Вегетаційний період 165—175 днів.

## Корисні копалини
Розвинені карстові форми рельєфу (печери, провали й ін). Є родовища торфу, фосфоритів, залізних руд. У басейні річки П'яна є велике родовище титан-цирконієвих руд («чорні піски»).

## Тваринний і рослинний світ

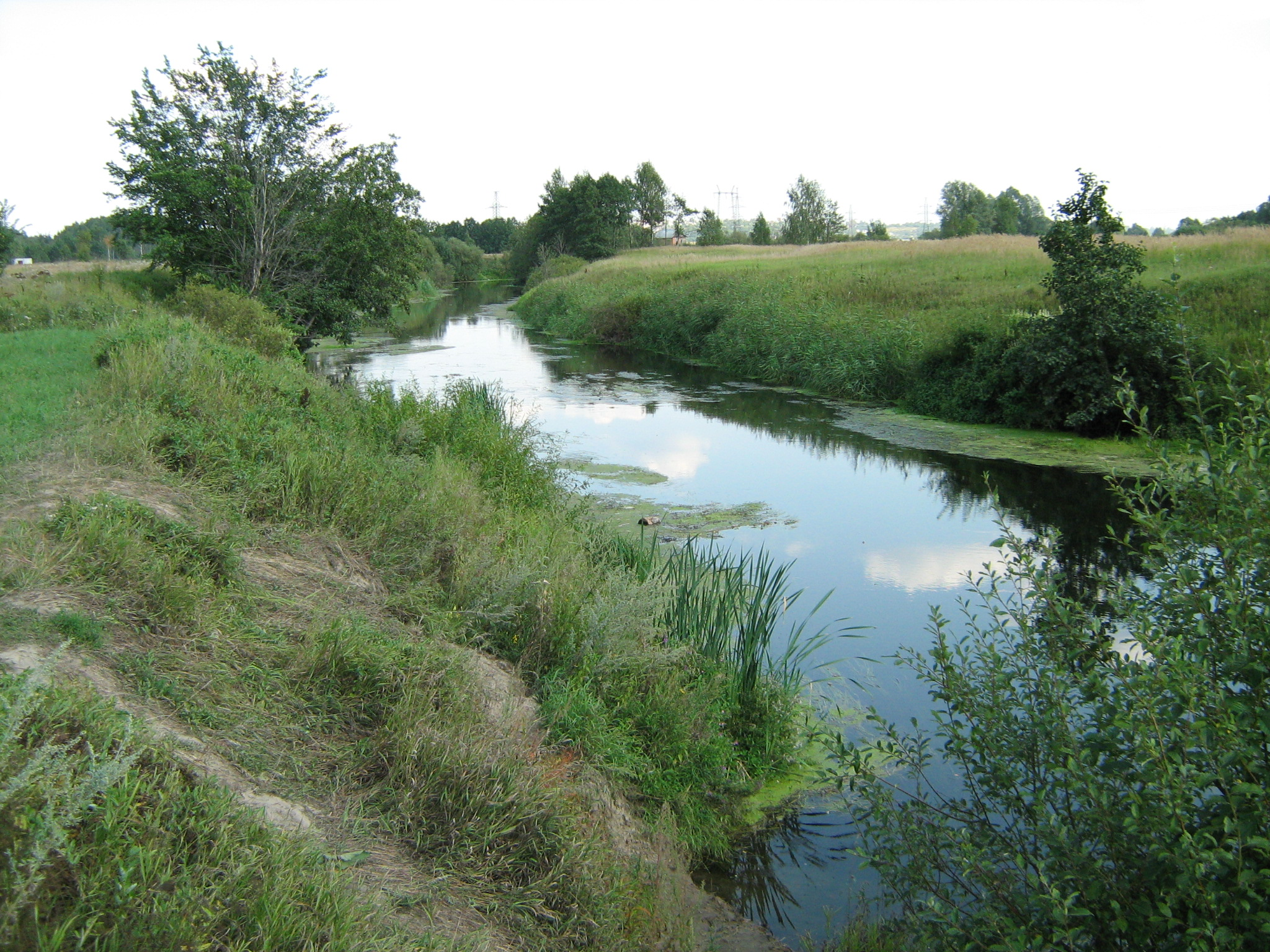
Річка Кудьма

Нижньогородська область розташована у зонах південно-тайгових, мішаних і широколистяних лісів. Ґрунти переважно дерено-підзолисті, підзолисті, сірі лісові.
Ліси займають близько 40 % території. У Заволжі — хвойні (ялина, сосна)  та мішані. На Правобережжі — діброви й лукові степи. На плоских вододілах і в низинах багато боліт.
У Нижньогородській області водяться вовк, лисиця, бурий ведмідь, рись, борсук, краплистий ховрашок, кріт, хом'як тощо. Також на території області є Керженський заповідник.

## Економіка

### Промисловість

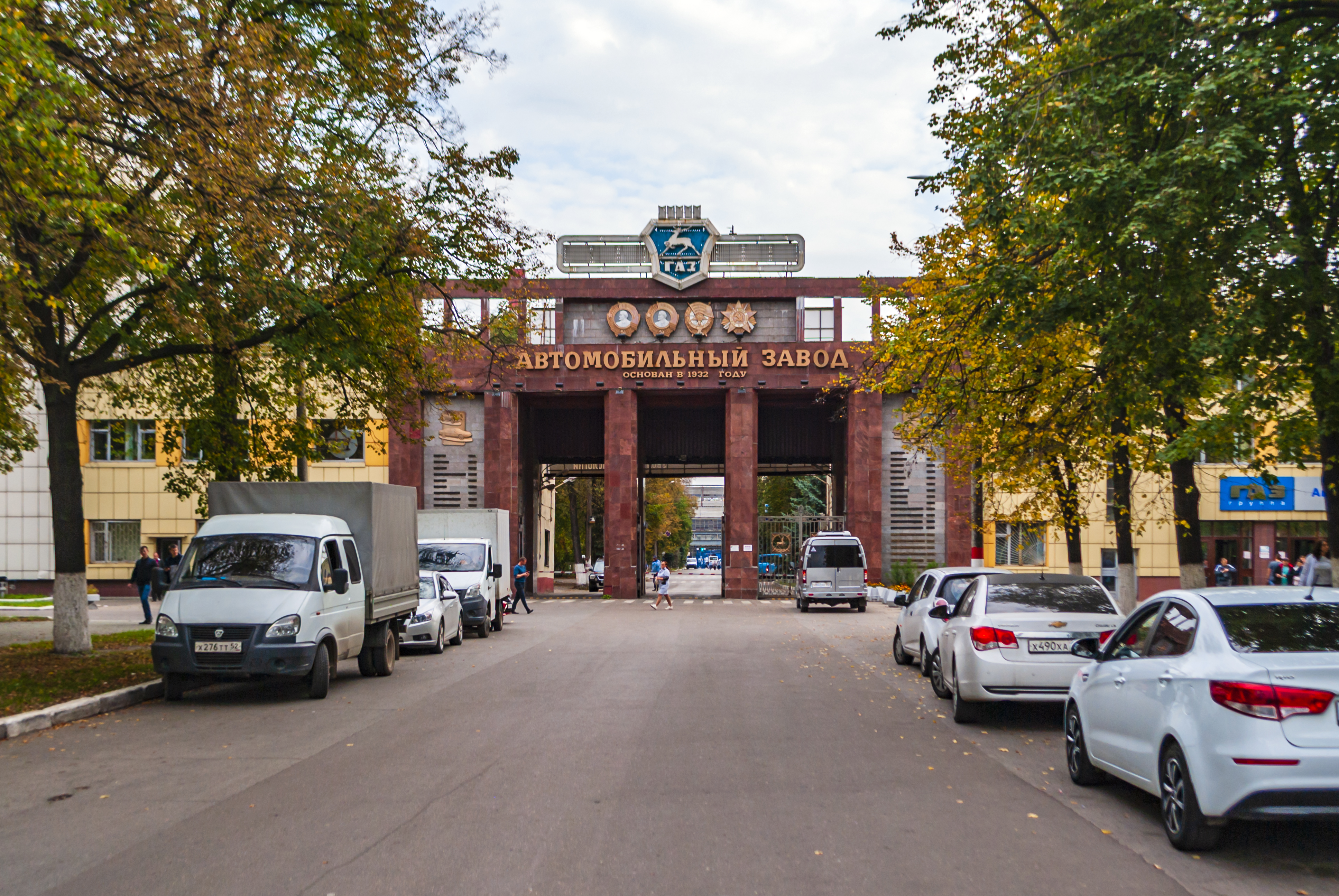
Горьківський автомобільний завод

Основні галузі промисловості — машинобудування, хімія, передільна чорна металургія, лісова, целлюлозо-паперова, легка, харчова.
Підприємства машинобудування й металообробки випускають вантажні й легкові автомобілі, автобуси, гусеничні тягачі, автомобільні вузли, деталі й агрегати, річкові й морські судна, автомобільні й суднові двигуни внутрішнього згоряння, літаки, верстати, прилади, інструменти, устаткування для хімічної, легкої, харчової промисловості, телевізори й ін.
Хімічна промисловість: продукти органічного синтезу, пластмаси й синтетичні смоли, оргскло, лаки, фарби, отрутохімікати й ін. — Дзержинськ, Нижній Новгород.
Підприємства передільної чорної металургії (Викса, Кулебаки, Нижній Новгород, Бор) і кольорової металургії (Нижній Новгород). Целлюлозо-паперова промисловість (Правдинськ, Балахна), нафтопереробка й нафтохімія (Кстово).

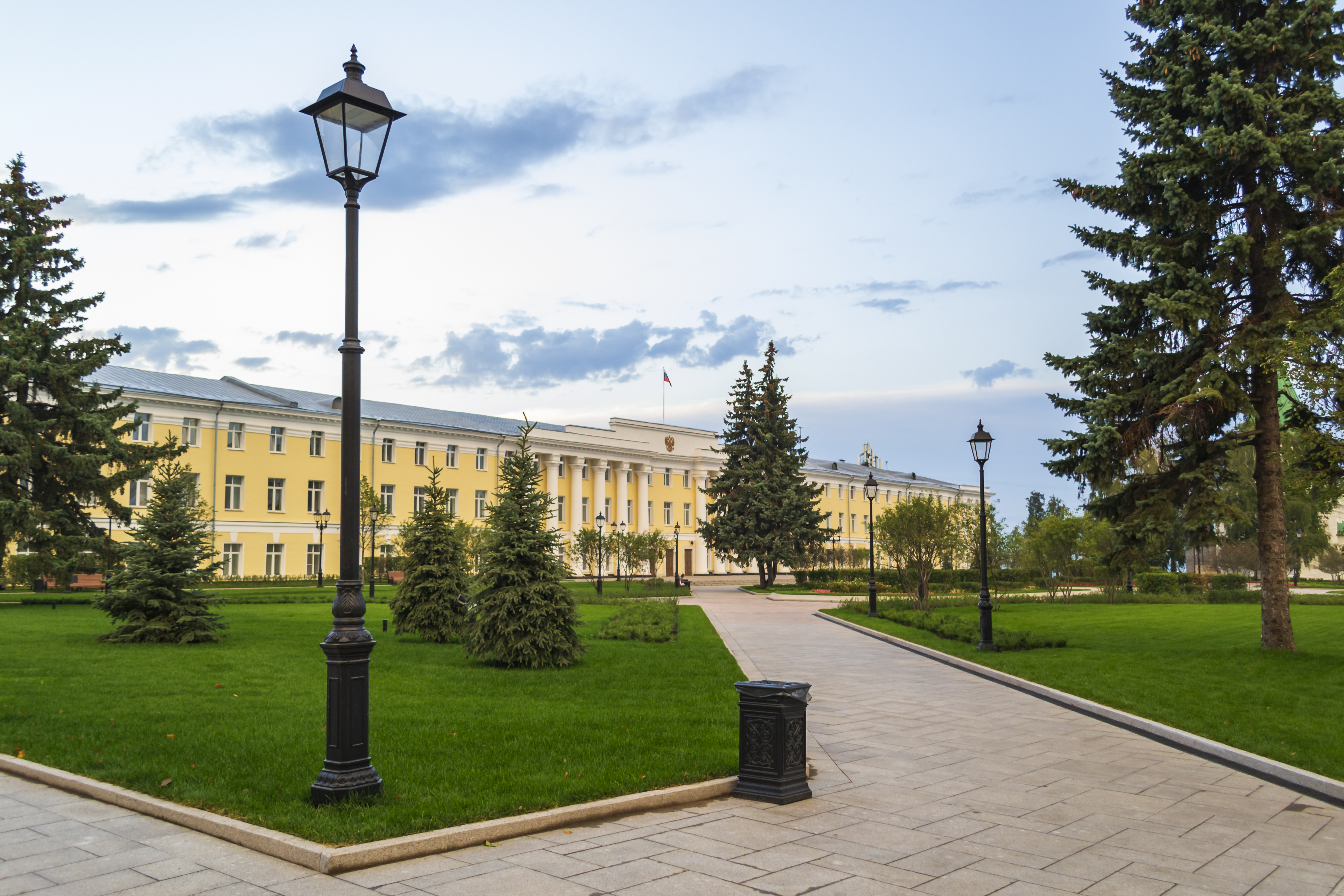
Будинок обласної адміністрації в Нижньогородському Кремлі

Стародавні центри металообробки — Павлово, Ворсма й ін.
На території Нижньогородської області розташовані Нижньогородська ГЕС (Волга) і Нижньогородська ГРЕС (Балахна).

### Народні промисли
Художні промисли (хохломський й городецький розпис).

### Сільське господарство
Вирощують жито, овес, ячмінь, пшеницю, гречку, цукровий буряк, льон-довгунець. Обробляють цибулю, картоплю. Також розвинене молочно-м'ясне й молочне скотарство, свинарство, птахівництво.

### Транспорт
Територією області проходить Горьківська залізниця. Судноплавство можливе на Волзі, Оці, Ветлузі, Сурі.
У цей час будується постійний міст на трасі Муром—Навашино, поки що діє понтонний міст, який працює тільки в літню пору й обмежений вантажопідйомністю.

## Адміністративно-територіальний поділ
До складу області входить 48 районів, 28 міст, 69 селищ міського типу, 540 сільських адміністрацій і 4852 сільських населених пунктів.

### Райони Нижньогородської області
- Ардатовський район
- Арзамаський район
- Балахнінський район
- Богородський район
- Большеболдинський район
- Большемурашкинський район
- Бутурлінський район
- Вадський район
- Варнавинський район
- Вачський район
- Ветлузький район
- Вознесенський район
- Володарський район
- Воротинський район
- Воскресенський район
- Виксунський район
- Гагінський район
- Городецький район
- Дальнеконстантиновський район
- Дивеєвський район
- Княгининський район
- Ковернинський район
- Краснобаковський район
- Краснооктябрський район
- Кстовський район
- Лукояновський район
- Лисковський район
- Навашинський район
- Павловський район
- Перевозький район
- Пільнінський район
- Починківський район
- Сергацький район
- Сеченовський район
- Сокольський район
- Сосновський район
- Спаський район
- Тонкінський район
- Тоншаєвський район
- Уренський район
- Шаранзький район
- Шатковський район

### Міські округи Нижньогородської області
- Нижній Новгород
- Арзамас
- Бор
- Викса
- Дзержинськ
- Кулебаки
- Навашинський
- Первомайськ
- ЗАТО Саров
- Семеновський
- Чкаловськ
- Шахунья

## Населення
За даними на 2006 рік, населення області становить 3411,0 тис. осіб, переважна більшість із яких — росіяни.
| 1897       | 1926       | 1928       | 1959       | 1970       | 1979       | 1987       |
| ---------- | ---------- | ---------- | ---------- | ---------- | ---------- | ---------- |
| 1 584 774  | ↗2 743 344 | ↗2 785 500 | ↗3 590 274 | ↗3 682 484 | ↗3 695 523 | ↘3 688 000 |
| 1989       | 1990       | 1991       | 1992       | 1993       | 1994       | 1995       |
| ↗3 714 322 | ↗3 780 256 | ↘3 773 185 | ↘3 762 340 | ↘3 753 098 | ↘3 737 364 | ↘3 730 590 |
| 1996       | 1997       | 1998       | 1999       | 2000       | 2001       | 2002       |
| ↘3 711 116 | ↘3 691 689 | ↘3 673 896 | ↘3 655 489 | ↘3 628 222 | ↘3 594 476 | ↘3 524 028 |
| 2003       | 2004       | 2005       | 2006       | 2007       | 2008       | 2009       |
| ↘3 515 673 | ↘3 479 296 | ↘3 445 341 | ↘3 411 030 | ↘3 381 328 | ↘3 359 816 | ↘3 340 684 |
| 2010       | 2011       | 2012       | 2013       | 2014       | 2015       | 2016       |
| ↘3 310 597 | ↘3 307 648 | ↘3 296 947 | ↘3 289 841 | ↘3 281 496 | ↘3 270 203 | ↘3 260 267 |
| 2017       |            |            |            |            |            |            |
| ↘3 247 713 |            |            |            |            |            |            |

### Національний склад
| Народ    | Чисельність 2002, тис. |
| -------- | ---------------------- |
| Росіяни  | 3 346 тис. (94,96 %)   |
| Татари   | 50,5 тис. (1,44 %)     |
| Мордва   | 25 тис. (0,71 %)       |
| Українці | 24,2 тис. (0,7 %)      |
| Чуваші   | 11,4 тис. (0,32 %)     |

## Релігія

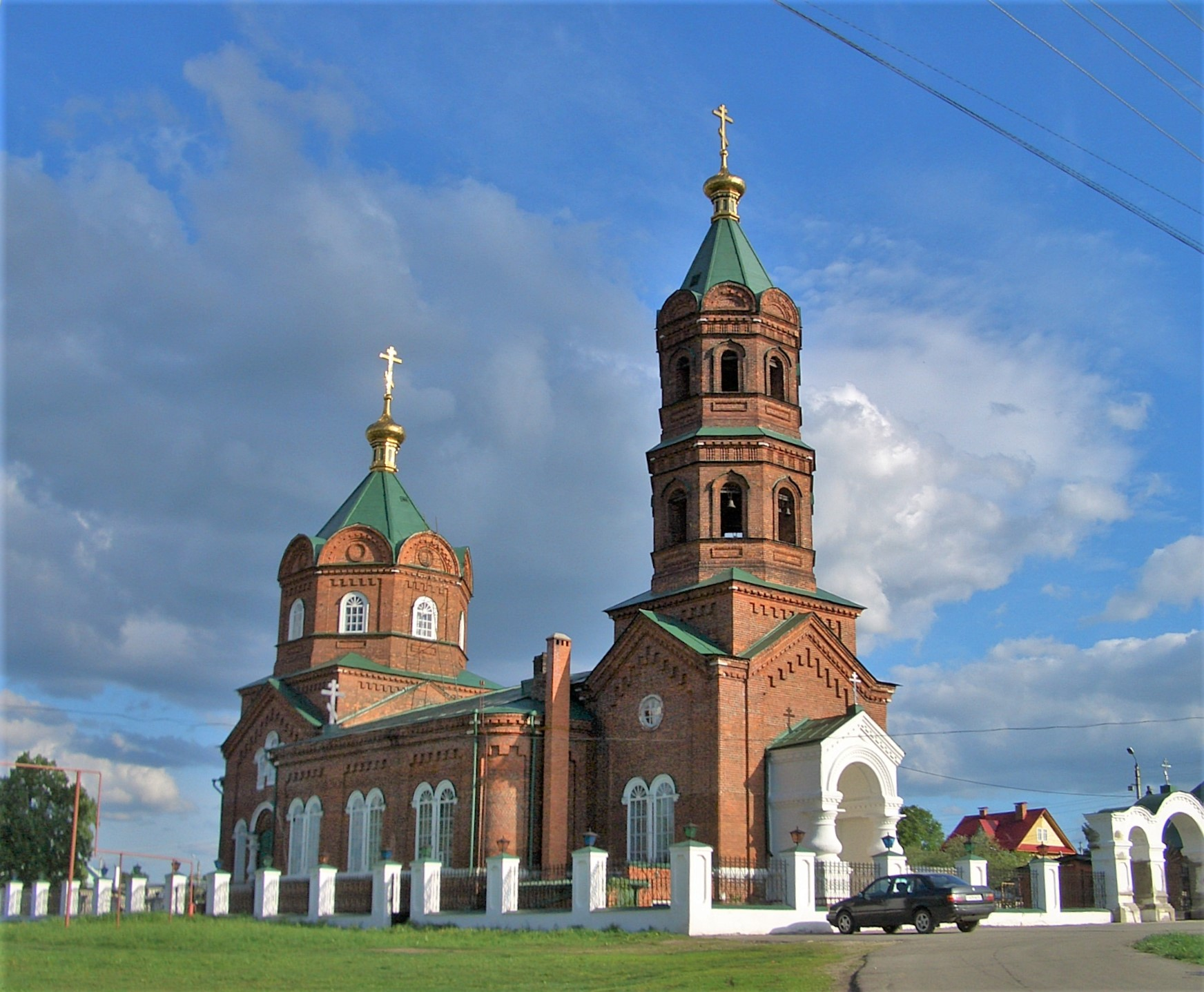
Церква св. Животворящої Трійці, с. Безводне, Кстовський район

Нижній Новгород є столицею Приволзького федерального округу — одного з найбільш багатоконфесійних регіонів Росії. У Нижньогородській області існують молитовні й храми таких християнських конфесій: православ'я, старообрядництво, баптизм, п'ятидесятники, католицизм.
Широко розповсюджений іслам (у Приволзькому федеральному окрузі проживають представники більш 150 національностей, у тому числі 40 % мусульман Російської Федерації). Їхнім духовним центром є Духовне управління мусульман Нижньогородської області, очолюване Умаром-Хазратом Ідрисовим. Духовне управління мусульман Нижньогородської області видає газету «Медина аль-іслам» і журнал «Мінарет».
Також у Нижньому Новгороді є синагога — місце для зборів юдеїв.

## Визначні пам'ятки

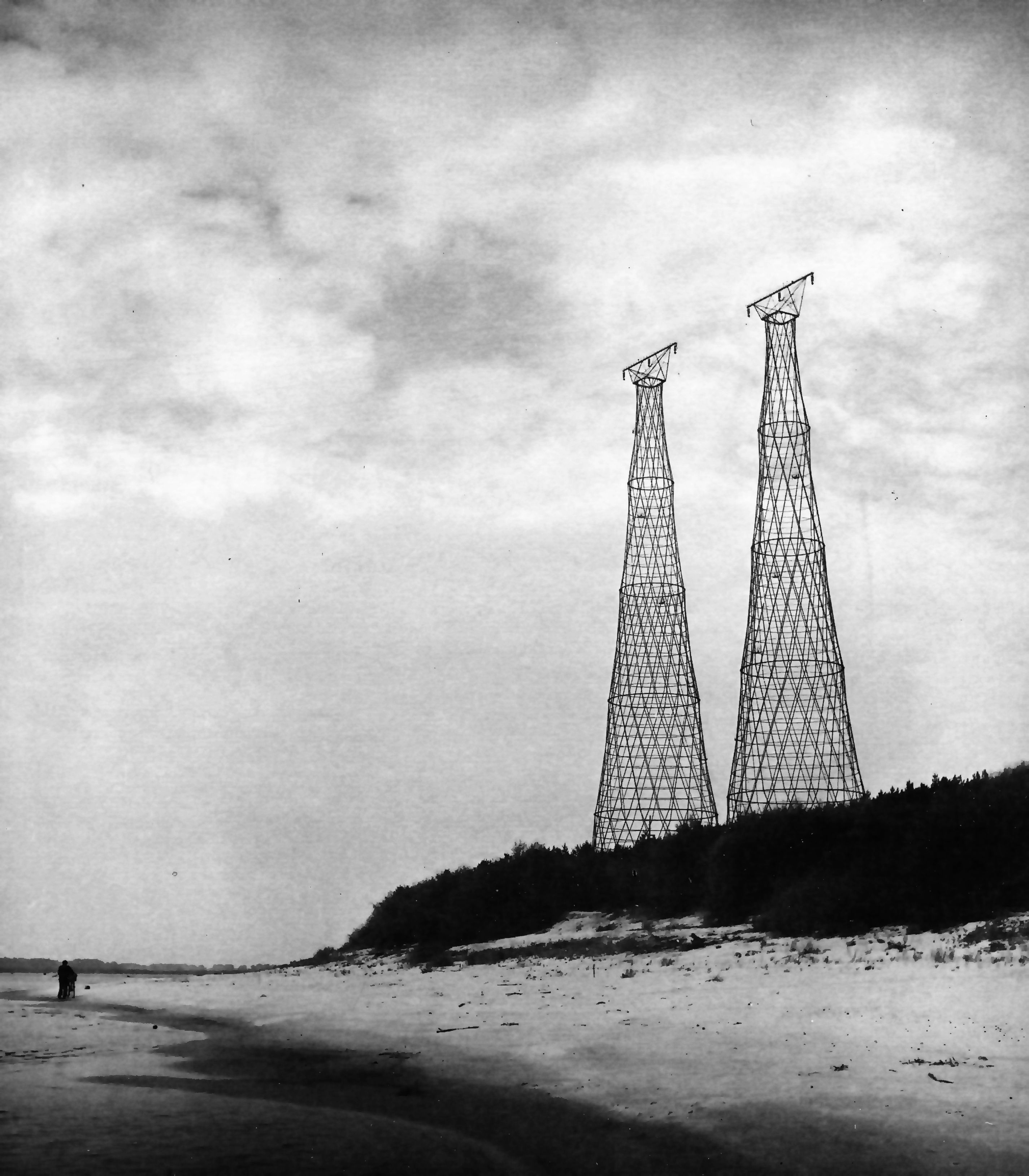
Шуховські вежі на Оці під Дзержинськом, 1989

На території Нижньогородської області перебуває Болдіно — родовий маєток Пушкіних, у якім жив і працював А. С. Пушкін.
При впадінні річки Керженець розташований Желтоводський Макарієв монастир, заснований у першій половині XV століття преподобним чудотворцем Макарієм.
Жіночий Дівєєвський монастир є місцем православного паломництва як обитель, що перебуває під заступництвом святого чудотворця Серафіма Саровского, чиї мощі перебувають у Троїцькому соборі монастиря.
Біля міста Дзержинська на лівому березі Оки розташована унікальна архітектурна споруда: 128-метрова сталева гіперболоїдна ажурна вежа, побудована великим інженером і вченим Володимиром Григоровичем Шуховим в 1929 році. Це одна із двох збережених у Росії висотних багатосекційних гіперболоїдних конструкцій, друга — знаменита Шуховська вежа на Шаболовці в Москві. Вежа на Оці служила однієї з опор унікального переходу ЛЕП НіГРЕС 110 кіловольт через річку Оку.
У Нижньому Новгороді багато архітектурних пам'ятників, серед яких Нижньогородський кремль, Строгановська церква, Староярмарочний собор тощо.
Біля ЗАТО Саров, на місці давнього святилища ерзян розташована пам'ятка природи.